# Kościół św. Franciszka z Asyżu w Zimnicach Małych
Kościół św. Franciszka z Asyżu – rzymskokatolicki kościół filialny położony w Zimnicach Małych. Świątynia należy do parafii św. Jana Chrzciciela w Zimnicach Wielkich w dekanacie Prószków, diecezji opolskiej.

## Historia kościoła
Kościół w Zimnicach Małych został wybudowany w latach 1980–1989, w miejscu byłej gospody. 8 lipca 1990 roku obiekt został konsekrowany przez biskupa A. Adamiuka. W listopadzie 2010 roku przeprowadzono remont wieży kościelnej, a świątynia została ocieplona, otynkowana i pomalowana.